# Tylecodon tuberosus
Tylecodon tuberosus ist eine Pflanzenart der Gattung Tylecodon in der Familie der Dickblattgewächse (Crassulaceae).

## Beschreibung
Tylecodon tuberosus wächst als sehr kleine, bis 15 Zentimeter Durchmesser erreichende Pflanze mit knolligen und spitz zulaufenden Wurzeln bis 15 Millimeter Durchmesser. Die kriechenden oder aufrechten Triebe entspringen einer verzweigten, knolligen Basis. Sie wachsen in der Regel unterirdisch, sind im weiteren Verlauf an einigen Stellen über der Erde liegend und dort dann graugrün gefärbt. Die Triebe haben ein aufgerichtetes Ende, sind mit kurzen, spitzen und bis zu 1 Millimeter langen Phyllopodien besetzt und werden bis 2 Zentimeter lang und bis 5 Millimeter im Durchmesser. Die ausgebreiteten, flachen und dicht behaarten Blätter bilden basale Rosetten und werden 1,3 bis 3 Zentimeter lang und 0,5 bis 1,2 Zentimeter breit. Die Blattspreite ist elliptisch bis verkehrt eiförmig und an der Basis keilförmig. Die Spitze ist stumpf.
Der 12 bis 30 Zentimeter hohe Blütenstand besteht aus aufrechten Thyrsen mit 2 bis 8 Monochasien. Der Blütenstandstiel ist mit Drüsenhaaren besetzt und hat an der Basis einen Durchmesser von 2 Millimeter. Die aufrechten und ausgebreiteten Einzelblüten stehen an 7 Millimeter langen Blütenstielen. Die röhrige Blütenkrone ist blass grünlich braun gefärbt, wird 15 bis 20 Millimeter lang und ist etwa in der Mitte leicht ausgebeult. Die ausgebreiteten Zipfel sind später zurückgebogen.

## Systematik und Verbreitung
Tylecodon tuberosus ist  in Südafrika in der Provinz Nordkap in der Sukkulenten-Karoo verbreitet. Die Erstbeschreibung erfolgte 1978 durch Helmut Richard Tölken.